# Amanti folli (film 1933 Francia)
Amanti folli (Une histoire d'amour) è un film del 1933 diretto da Max Ophüls. È la versione francese di Liebelei, trasposizione cinematografica dell'omonimo lavoro teatrale di Arthur Schnitzler che aveva come interpreti principali sempre Wolfgang Liebeneiner e Magda Schneider nei ruoli dei due innamorati destinati a una fine infelice.

## Produzione
Il film fu prodotto dalla Alma-Sepic.

## Distribuzione
In Germania, il film uscì il 10 marzo 1933. In Francia, fu presentato in prima a Parigi il 26 febbraio 1934 distribuito dalla Compagnie Française Cinématographique (CFC).